# Break Through
BREAK THROUGH – trzeci album studyjny japońskiego zespołu B’z, wydany 21 lutego 1989 roku. Osiągnął 3 pozycję w rankingu Oricon i pozostał na liście przez 124 tygodni, sprzedał się w nakładzie 724 640 egzemplarzy. Album zdobył status potrójnej platynowej płyty.

## Lista utworów
Wszystkie utwory zostały napisane i skomponowane przez Kōshi Inabę i Takahiro Matsumoto.
| Nr  | Tytuł                                                           | Czas |
| --- | --------------------------------------------------------------- | ---- |
| 1.  | „LADY-GO-ROUND”                                                 | 4:22 |
| 2.  | „B.U.M”                                                         | 1:25 |
| 3.  | „BREAK THROUGH”                                                 | 4:25 |
| 4.  | „BOYS IN TOWN”                                                  | 4:39 |
| 5.  | „GUITAR wa naiteiru” (jap. GUITARは泣いている)                  | 6:32 |
| 6.  | „Love & Chain”                                                  | 4:56 |
| 7.  | „Tonari de nemurasete” (jap. となりでねむらせて)                | 4:12 |
| 8.  | „HEY BROTHER”                                                   | 3:55 |
| 9.  | „Ima de wa... Ima nara... Ima mo...” (jap. 今では…今なら…今も…) | 5:18 |
| 10. | „SAVE ME!?”                                                     | 3:27 |
| 11. | „STARDUST TRAIN”                                                | 5:03 |

## Notowania
| Lista                                 | Pozycja |
| ------------------------------------- | ------- |
| Oricon Weekly Albums Chart            | 3       |
| Oricon Yearly Albums Chart (rok 1990) | 49      |
| Oricon Yearly Albums Chart (rok 1991) | 58      |